# Ligne de Bas-Évette à Giromagny
La ligne de Bas-Évette à Giromagny est une courte ligne de chemin de fer française à voie unique, à écartement normal et non électrifiée, qui constitue un embranchement de la ligne de Paris-Est à Mulhouse-Ville, et qui est entièrement située dans le Territoire de Belfort. 
Elle est construite par l'État et mise en service en 1883 par la Compagnie des chemins de fer de l'Est. Elle est fermée au trafic des voyageurs en 1939 mais les circulations de trains de ballast desservant la carrière de Lepuix subsistent jusqu'en 2019.
Elle constitue la ligne no 055 000 du réseau ferré national.

## Histoire
Dès 1876, les élus et Chambres consulaires de Belfort réfléchissent au percement d'un tunnel sous le ballon d'Alsace, qui permettrait de relier la ville à Épinal, et au-delà, de créer une liaison plus directe entre le nord de la France et la Suisse et l'Italie. L'idée est de capter au profit de la France le trafic qui emprunte l'axe Strasbourg – Bâle, désormais entièrement situé dans l’empire allemand à la suite de l'annexion de l'Alsace-Lorraine.
Mais les discussions sont longues, notamment avec la Suisse qui doit, pour donner toute sa cohérence à ce projet, développer ses propres lignes et percer de nouveaux tunnels. Néanmoins, en 1877, la ligne de Belfort à Porrentruy, premier maillon de cet ensemble, et qui faisait l'objet de discussions dès 1866, donc antérieures à l'annexion, est mise en service par la Compagnie de l'Est pour le trajet de Belfort à la frontière.
Au nord de Belfort, les besoins des industriels motivent la création d'une ligne jusqu'à Giromagny, sans attendre un hypothétique tunnel. 
La loi du 17 juillet 1879 (dite plan Freycinet) portant classement de 181 lignes de chemin de fer dans le réseau des chemins de fer d’intérêt général retient en n° 30, une ligne de « Bas-Évette (Belfort) à Giromagny ».
L'établissement d'un chemin de fer de Bas-Évette à Giromagny est déclaré d'utilité publique à titre d'intérêt général par la loi no 8919 du 31 janvier 1880, publiée au journal officiel de la République française le 1er février 1880. Il est notamment précisé que l'État, par l'intermédiaire de son ministre des travaux publics, est autorisé à entreprendre l'exécution des travaux de cette ligne et que le Conseil général du Territoire de Belfort a voté le 24 avril 1879 une offre de 70 000 francs pour l'exécution de ce chemin de fer. Enfin, la loi indique qu'une loi spéciale précisera les clauses de la future concession d'exploitation.
La ligne est concédée à titre définitif par l'État à la Compagnie des chemins de fer de l'Est selon les termes d'une convention signée entre le ministre des Travaux publics et la compagnie le 11 juin 1883. Cette convention est approuvée par une loi le 20 novembre suivant.
Les difficultés techniques du percement d'un tunnel sous le ballon d'Alsace retardent longtemps tout projet d'intégration de la ligne à un axe international reliant la France du nord à la Suisse. À la fin de la Première Guerre mondiale, le retour des provinces perdues fait perdre au projet tout son intérêt stratégique et économique.
Le développement des transports routiers et les coûts d'exploitation de la ligne poussent la SNCF à la fermer au trafic voyageurs en 1939. La ligne reste ouverte à un trafic industriel très réduit (transport de matériaux de la carrière de Lepuix, qui fournit notamment du ballast pour les LGV) jusqu'en 2019.

## Caractéristiques

### Tracé
Le tracé ne comprend que deux courbes, une courbe prononcée immédiatement en sortie de gare de Bas-Évette, sur l'embranchement qui la relie à la ligne de Paris à Belfort, puis une courbe de très grand rayon entre les passages à niveau des routes départementales 24 et 13. Le reste du tracé est rectiligne, hormis un léger infléchissement peu avant l'arrivée en gare de Giromagny. 
La ligne compte trois passages à niveau équipés de barrières automatiques : outre les deux passages à niveau précités, elle en possède un sur la RD 465. Les autres franchissements de la ligne ne sont pas protégés, ce qui est compatible avec la faiblesse du trafic et la très faible vitesse de circulation des trains.

### Gares
Outre la gare de Bas-Évette, la ligne comporte une gare intermédiaire, la gare de Lachapelle-sous-Chaux (fermée), et une gare terminus en impasse, la gare de Giromagny (ouverte uniquement au fret).

### Signalisation
La ligne est exploitée sous le régime de la voie unique à trafic restreint (VUTR).